# Echinochasmus milvi
Echinochasmus milvi är en plattmaskart. Echinochasmus milvi ingår i släktet Echinochasmus och familjen Echinostomatidae. Inga underarter finns listade i Catalogue of Life.